# سلمى زاهد
سلمى زاهد هي سياسية كندية، انتُخبت عضو برلمان في مجلس العموم الكندي لتمثيل الدائرة الفيدرالي لوسط سكاربورو خلال الانتخابات الفيدرالية الكندية لعام 2015 . خلفت المحافظ روكسان جيمس . 

## النشأة والوظيفة
ولدت سلمى في كوفنتري بإنجلترا. وهي حاصلة على درجة الماجستير في الإدارة التربوية والإدارة من معهد التعليم بجامعة لندن، وماجستير إدارة الأعمال من جامعة القائد الأعظم في باكستان.  هي باكستانية كندية، وأم لطفلين وتعيش في سكاربورو منذ عام 2000.  حصلت على وسام اليوبيل الماسي للملكة إليزابيث الثانية .  كانت سلمى منظِّمة مجتمعية وعملت في حكومة أونتاريو في مناصب متعددة قبل خوض الانتخابات. 

## السياسة
انتُخبت سلمى في الانتخابات الفيدرالية الكندية لعام 2015 عضوًا في البرلمان عن وسط سكاربورو (دائرة انتخابية) . أثناء وجودها في البرلمان الثاني والأربعين، شغلت سلمى دور نائبة رئيس اللجنة الدائمة المعنية بوضع المرأة، حيث كانت متحدثة باسم النساء اللواتي يتعرضن للعنصرية. 
في فبراير 2018، أعلنت سلمى أنها كانت في إجازة طبية لعلاج المرحلة الرابعة من سرطان الغدد الليمفاوية اللاهودجكينية. استخدم نائب رئيس جمعية دوائر وسط سكاربورو للحزب المحافظ في كندا لبيع العضويات عبر روبوكول (المكالمات الآلية).  أثناء تعافيها من العلاج الكيميائي، ارتدت سلمى الحجاب لأسباب شخصية، قائلة إنها اقتربت من عقيدتها الإسلامية أثناء مواجهتها مرض السرطان. في مايو 2018، أصبحت أول نائبة ترتدي الحجاب في مجلس العموم.  تلقت سلمى بعض ردود الفعل السلبية على الحجاب، ردت عليها بإبراز الطابع الشخصي لقرارها.  في يوليو 2018، بعد أن أكملت ست جولات من العلاج الكيميائي، أصبحت سلمى خالية من السرطان وعادت إلى وظيفتها. 
ترشحت وفازت سلمى مجددا عن مركز سكاربورو لليبراليين في الانتخابات الفيدرالية الكندية لعام 2019 . 

## روابط خارجية
- سلمى زاهد – السيرة في البرلمان الكندي